# Hasenwinkel bei Fretterode
Der Hasenwinkel ist ein rund drei Kilometer langer kammartiger Zechsteinrücken, mit teilweise steilen Böschungen auf beiden Seiten. Der Bereich im Landkreis Eichsfeld im nordwestlichen Thüringen gehört zu den ersten Naturschutzgebieten Thüringens, die zwischen 1937 und 1942 nach dem Erlass des Reichsnaturschutzgesetzes von 1935 einstweilig sichergestellt oder schon endgültig unter Schutz gestellt wurden. Schutzzweck für den Hasenwinkel war die Erhaltung des artenreichen Halbtrockenrasens auf dem felsigen Grat aus Dolomitgestein. Das Naturschutzgebiet befindet sich vollständig im Fauna-Flora-Habitat(FFH)-Gebiet Röhrsberg – Hasenwinkel – Mühlberg und dem Vogelschutzgebiet Werrabergland südwestlich Uder und gehört damit auch zu dem länderübergreifenden Netz von Schutzgebieten Natura 2000, das innerhalb der Europäischen Union die Erhaltung der biologischen Vielfalt zum Ziel hat.

## Geographie

### Lage
Der felsige Grat des Hasenwinkels befindet sich rund 500 m westlich von Fretterode, einer Gemeinde in der Verwaltungsgemeinschaft Hanstein-Rusteberg im Landkreis Eichsfeld im Nordwesten Thüringens. Nach der naturräumlichen Gliederung Deutschlands, die auf der Geografischen Landesaufnahme des Instituts für Landeskunde Bad Godesberg basiert, gehört das Schutzgebiet zu der Fretteröder Keupersenke (358.7) die nach Westen und Süden in den Höheberg (358.6) übergeht. Sie sind Einheiten des Unteren Werraberglands (358) in der Haupteinheitengruppe des Osthessischen Berglands. Nordöstlich und östlich grenzen der Kalteneberer Stufenrandbereich (483.20 des Westlichen Obereichsfelds (483.2) und südöstlich die Weidenbach-Mackenröder Senke (483.11) an, die den Nordwestlichen Randplatten des Thüringer Beckens (483) zugerechnet werden. In dem innerthüringischen, nur landesweit einteilenden System der Landesanstalt für Umwelt und Geologie liegt der Hasenwinkel in der Einheit Werrabergland-Hörselberge (3.3) der Landschaft Muschelkalk-Platten und -Bergländer.

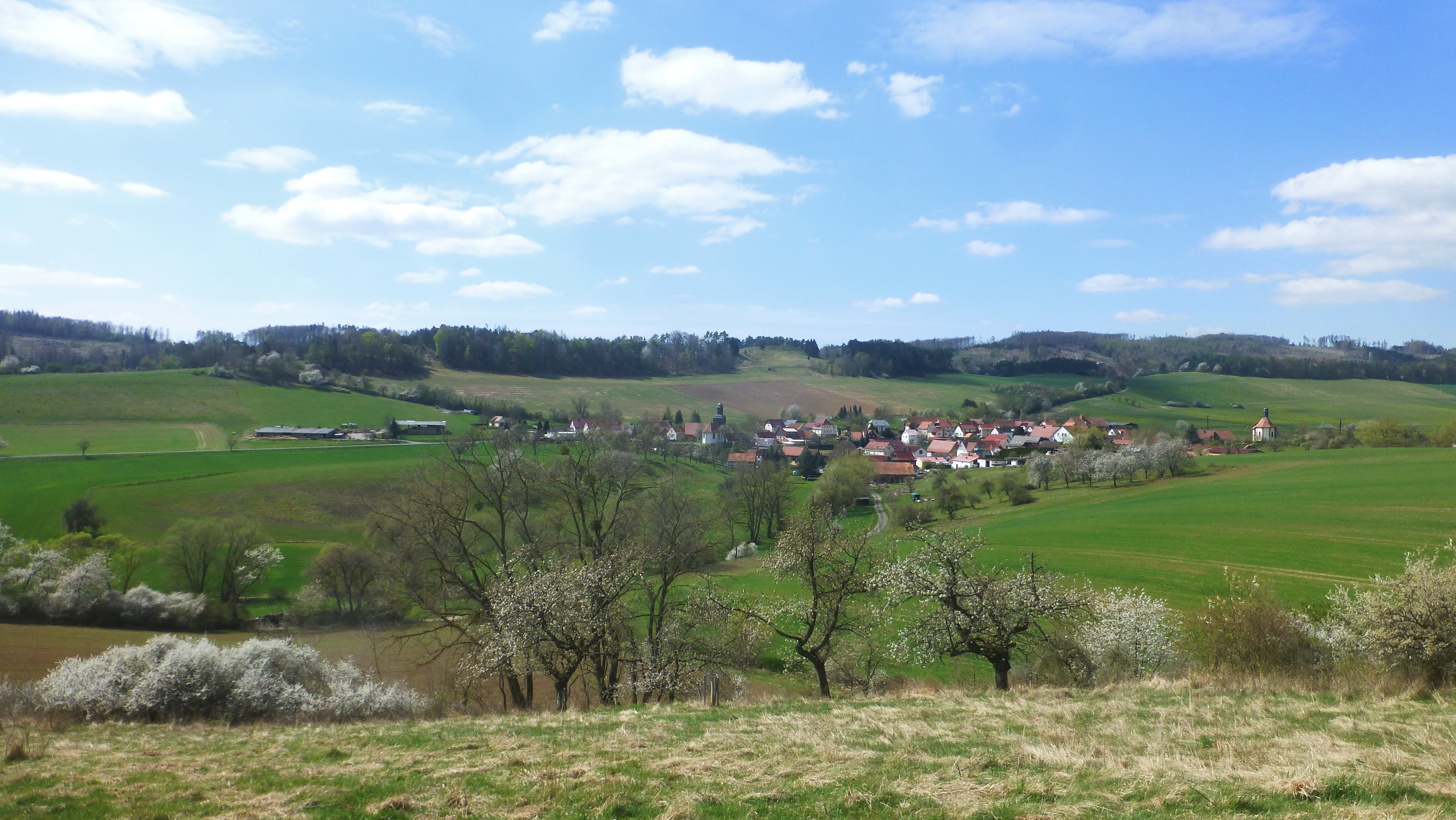
Der langgestreckte Bergrücken des Hasenwinkel südlich von Fretterode
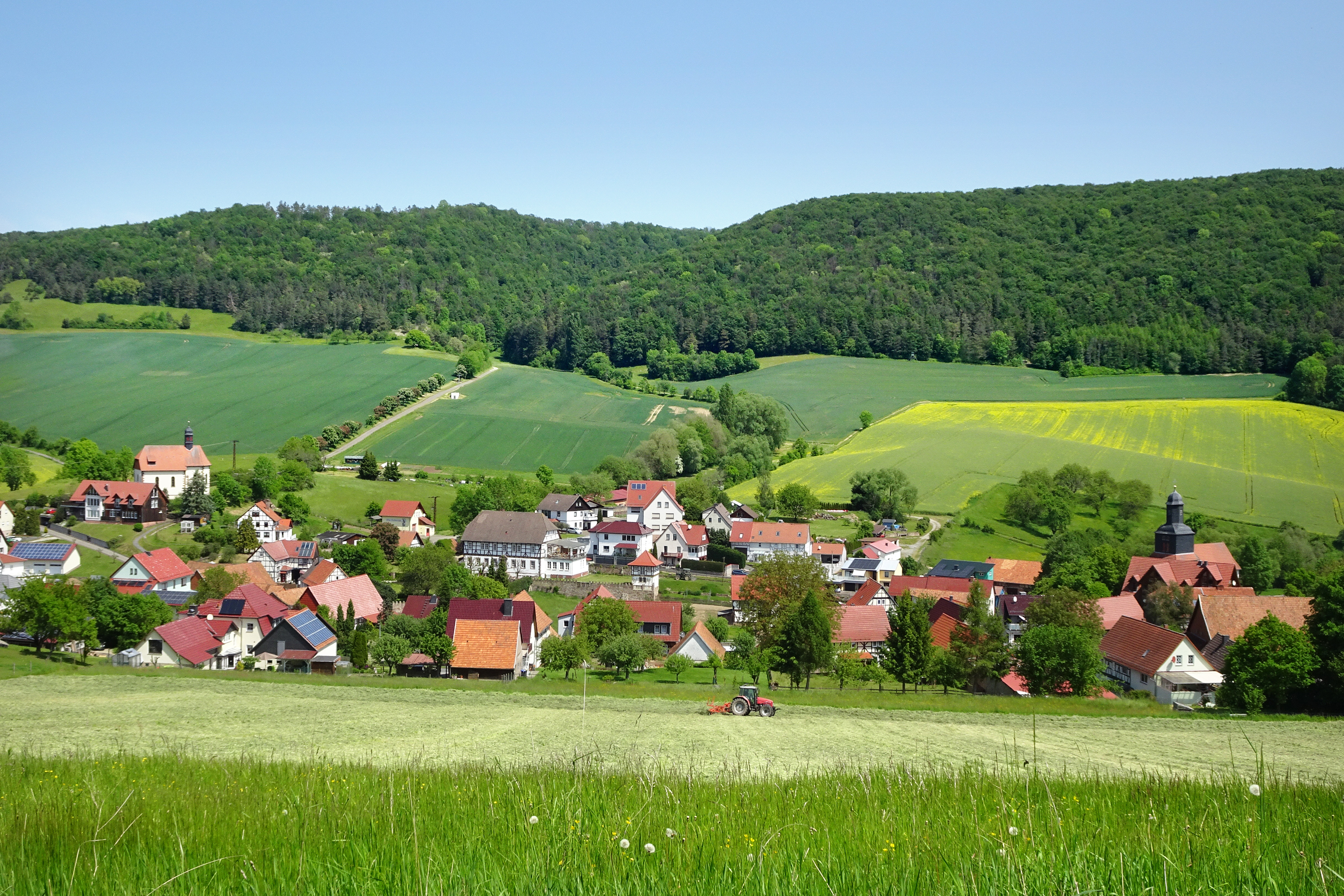
Blick vom Hasenwinkel auf Fretterode und den Röhrsberg ganz rechts

### Bergrücken und Landschaftsbild
Der ungefähr 3 Kilometer lange und 500 Meter breite Bergrücken des Hasenwinkels verläuft in Nordwest-Südost-Richtung südlich von Gerbershausen und Fretterode. Eingerahmt wird er vom Tal des Schierbaches im Nordosten und dessen Zufluss Kringelsbach im Süden. Der Schierbach mündet bei Vatterode in die Walse, einem rechtsseitigen Werrazufluss. Das schmale Tal des Kringelbaches trennt den Hasenwinkel vom Höheberg. Den Bergkamm bilden eine Reihe von Erhebungen mit einer Höhenlage bis 380 m ganz im Westen, den „Spitzen Steinen“ (360 m) innerhalb des Naturschutzgebietes und dem „Breiten Stein“ (330 m) im Südosten. Unmittelbar nordwestlich schließt sich der „Scharfshagen“ (etwa 410 m) an, der nur durch den Gerbbach vom Bergrücken getrennt wird. Die flacher auslaufenden Berghänge werden landwirtschaftlich genutzt. Westlich des Schutzgebietes befindet sich auf dem Kammbereich ein Funkmast.

### Geologie
Das Naturschutzgebiet befindet sich innerhalb der Grabensenke der Eichenberg–Gotha–Saalfelder Störungszone, die sich im Anschluss an die nordsüdlich ziehende Göttinger Leinetal-Senke vom Nordosten Hessens durch das ganze südwestliche Eichsfeld erstreckt. Geologisch stellt der Hasenwinkel eine aus der Tiefe dieser Grabensenke herausgepresste Zechsteinscholle dar, die sich an der Westseite als ein langgestreckter Hügelrücken hinzieht. Das Relief bestimmt ein von Nordwesten nach Südosten verlaufender Grat, der sich um 60 bis 80 m über die umgebende Landschaft erhebt. Sein Rücken wird zusätzlich von einigen mehrere Meter hohen grauen, löcherig verwitterten Felsbildungen überragt. In einem schmalen Band stehen Dolomite und Gipse des Oberen Zechsteins an, die als grober Schutt die Hänge bedecken. An den Hängen kommen die Böden des Plattendolomits als stark steinige, flachgründige Lehm-Rendzina vor. Sie neigen bei sommertrockenen Verhältnissen stark zur Austrocknung, da sie kaum Wasser speichern können und sind erosionsanfällig.

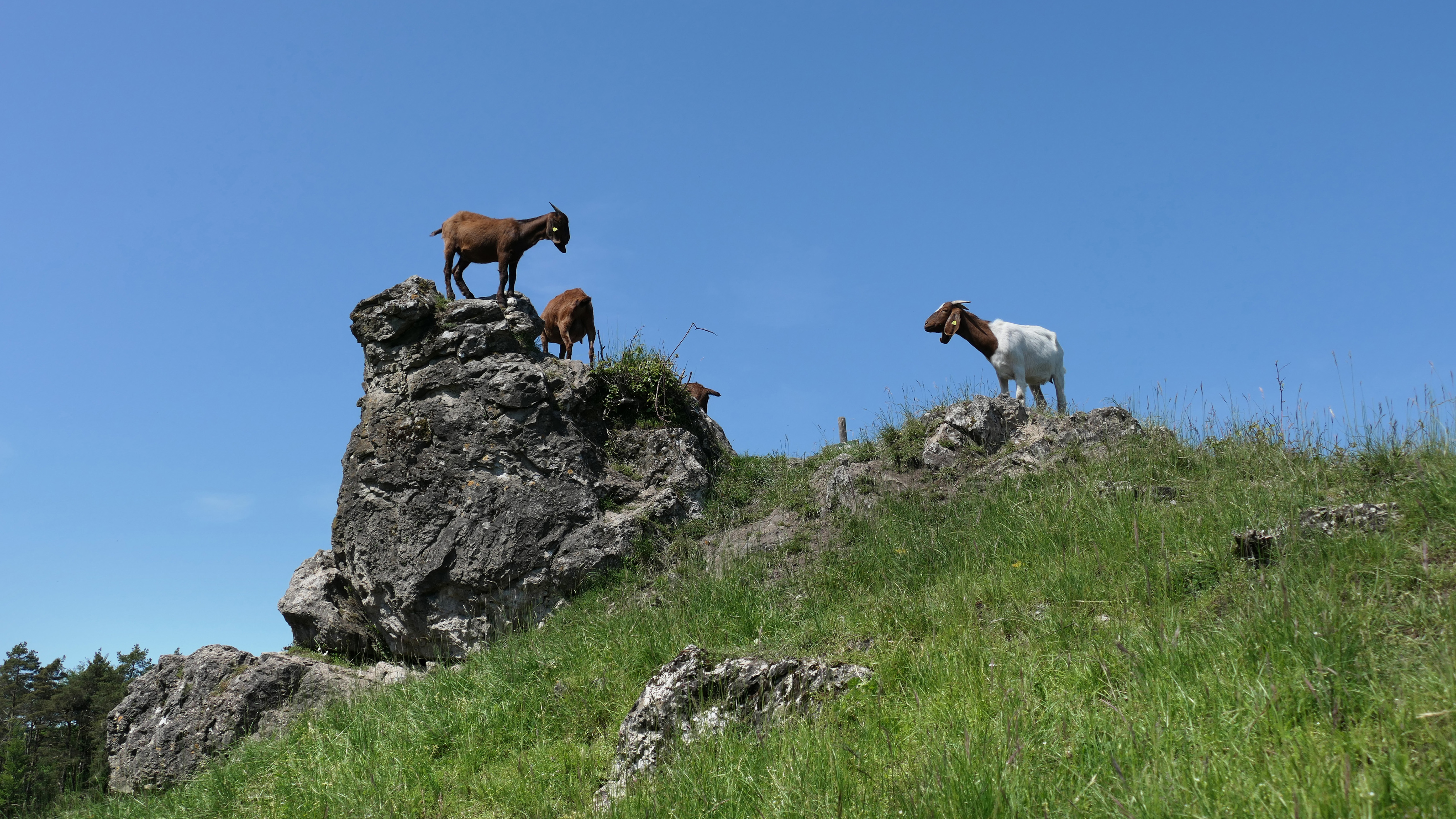
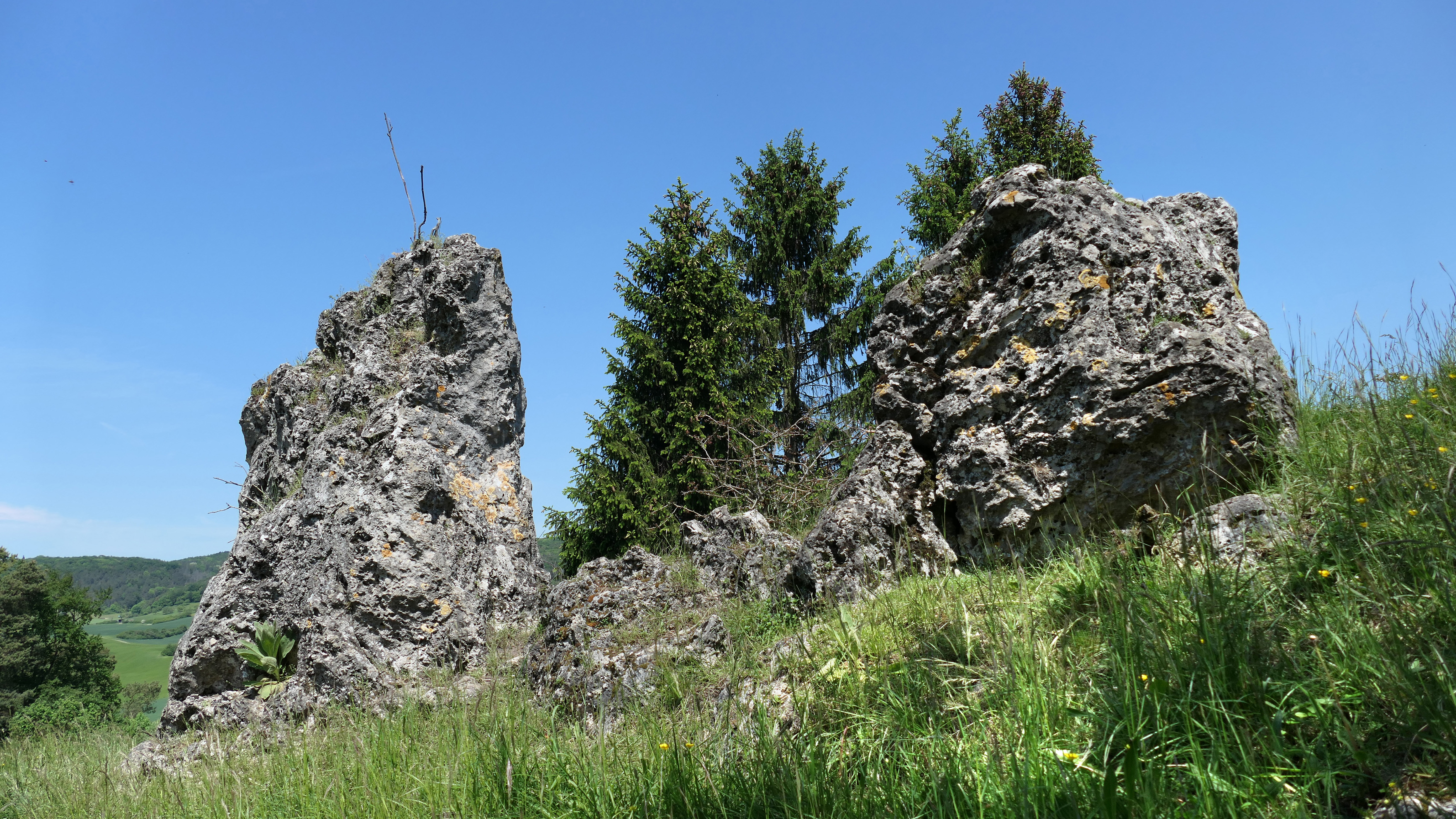
Dolomitfelsen auf dem Grat des Hasenwinkels
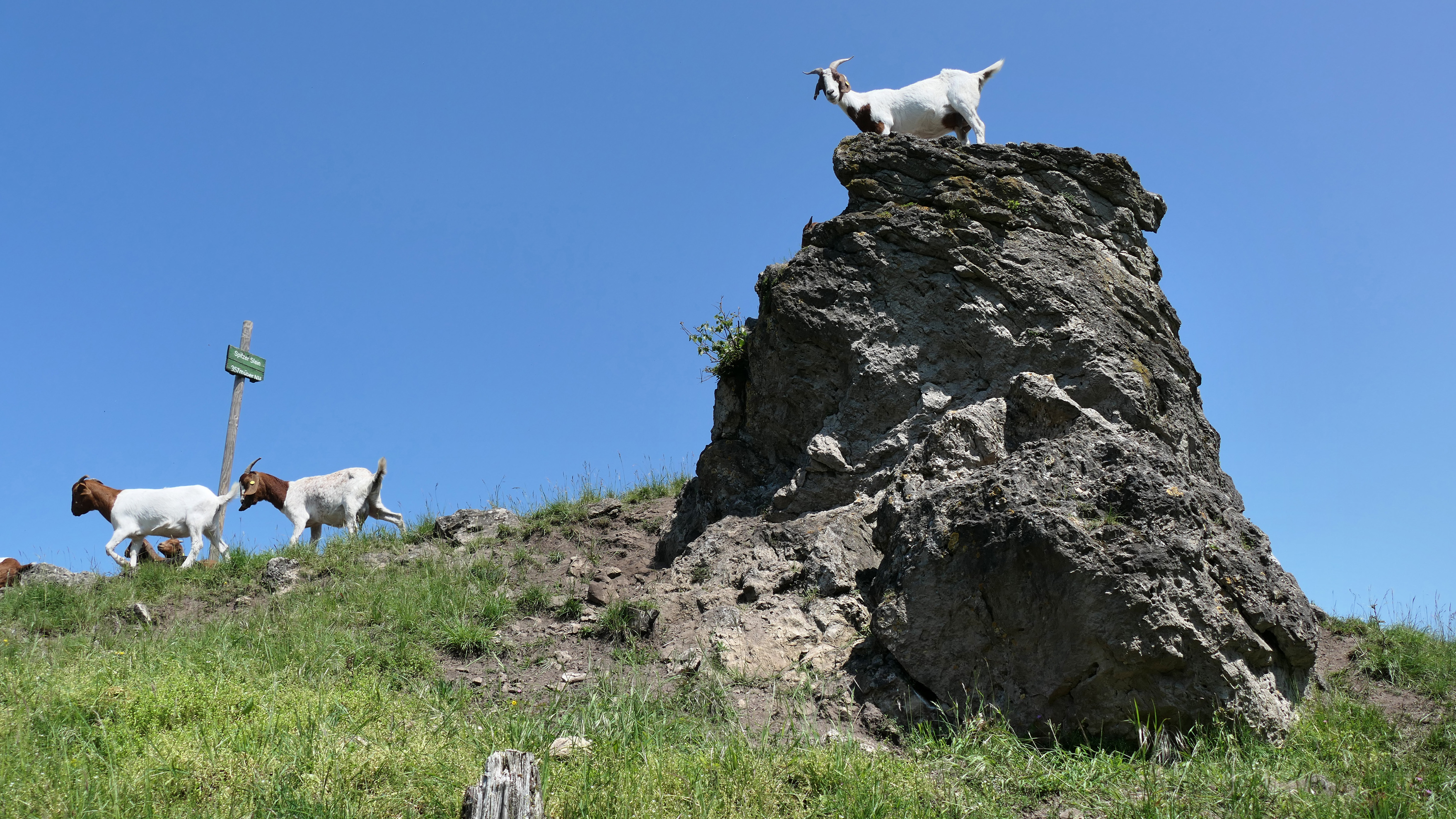

## Vegetation
Ihre Entstehung verdanken der Kalktrockenrasen und die Wacholderheide auf dem Hasenwinkel früheren Nutzungsformen. Während die fruchtbaren Böden in der Umgebung Ackerbau ermöglichten, war das dolomitische Gelände für diesen Zweck gänzlich ungeeignet. Die mageren Bereiche konnten über Jahrhunderte nur als Weidefläche für Schafe und Ziegen genutzt werden. In dieser Zeit dominierten eine artenreiche Pflanzengesellschaft und Wacholderbestände den Höhenrücken. Da der Wacholder gegenüber anderen Gehölzen sehr konkurrenzschwach ist und auch schon seine jungen Triebe von Schafen nicht gefressen werden, wurde er zum charakteristischen Merkmal einer von Beweidung geprägten Kulturlandschaft.
Bereits in den 1920er Jahren berichtete Franz Neureuter (1874–1936) in einen Artikel des Heftes „Unser Eichsfeld“ von der „außerordentlichen Schönheit“ der Wacholderbestände, die der Gegend ein Gepräge geben, „das an die Landschaft der Heide in der norddeutschen Tiefebene erinnert“. Als Kommissar der Eichsfeldischen Landschaftsstelle für Naturdenkmalpflege bemühte er sich „nach langjährigen Beobachtungen“ den Hasenwinkel „unter den gesetzlichen Naturschutz zu stellen, um der Zerstörung seiner Eigenart vorzubeugen“, und ihn „in seiner Natürlichkeit und Ursprünglichkeit zu erhalten“.
Nach einer zeitweiligen Aufgabe der traditionelle Schafhutung sowie Aufforstungen mit Waldkiefern, Fichten und Buchen vollzog sich ein tiefgreifender Wandel auf der Fläche, so dass sich gegen Ende der 1970er Jahre der Landschaftscharakter stark veränderte und sogar eine weitere Unterschutzstellung infrage stand. In den 1980er Jahren wurden umfangreiche Pflegeeinsätze durchgeführt, die durch Kahlschlag auf Teilflächen und anschließender Beweidung die im Verschwinden begriffenen Wacholdertriften fördern sollten. Dadurch wurden teilweise wieder offene Hutungen geschaffen und die das Landschaftsbild stark prägenden Felsbildungen, wie der „Spitze Stein“ und der „Breite Stein“ wieder sichtbar. Die Waldflächen wurden ab 1988 aus dem Forstwirtschaftsplan herausgenommen. Seitdem findet hier keine forstliche Nutzung mehr statt.
Nach der Entbuschung hat sich wieder der Kalk-Halbtrockenrasen ausgebreitet, in dem fragmentarisch auch Ackerwildkraut- und Feldgrus-Gesellschaften vorhanden sind. Im Jahr 1993 konnten innerhalb des Naturschutzgebiets 230 Farn- und Blütenpflanzen kartiert werden. Unter ihnen waren Sommer-Adonisröschen, Acker-Wachtelweizen, Bienen-Ragwurz, Stattliches Knabenkraut, Grünliche und Weiße Waldhyazinthe. Die Dolomitfelsen wiesen eine bemerkenswerte Moosvegetation auf.
Im Bereich des Hasenwinkels besteht bei nachlassender Pflege durch Beweidung und Mahd ständig die Gefahr der Verbuschung. Um das Hauptziel aller Maßnahmen, den historischen Gebietscharakter zu sichern, wurde im Rahmen des Programms „Förderung von Vorhaben zur Entwicklung von Natur und Landschaft (ENL)“ ein Projekt zur „Sicherung der dauerhaften Beweidung vom Naturschutzgebiet Hasenwinkel“ entwickelt. Hier arbeiten der NABU Obereichsfeld als Träger des Projektes mit der Unteren Naturschutzbehörde, der Natura-2000-Station „Unstrut-Hainich/Eichsfeld“ und einer ortsansässigen Schäferfamilie zusammen.

## Fauna
Bei Begehungen für ein Schutzwürdigkeitsgutachten wurden 48 Vogelarten nachgewiesen. Unter ihnen waren 33 Brutvögel und als bemerkenswerte Nahrungsgäste Neuntöter, Rotmilan und Schwarzspecht. Sie gehören zu den Arten des Anhangs I der Vogelschutzrichtlinie der EU, für deren Schutz besondere Maßnahmen ergriffen werden müssen.
Die im Jahr 1993 beobachteten Tagfalter gelten mehrheitlich als Saumarten oder als Ubiquisten, die eine Vielzahl unterschiedlicher Lebensräume besiedeln, wenn dort ihre Futterpflanzen vorhanden sind. Mit Großem Schillerfalter, Großem Perlmuttfalter und Waldteufel wurden Schmetterlinge gesehen, die in Thüringen als gefährdet angesehen werden. Insgesamt konnten über 220 Groß- und 19 Kleinschmetterlinge, vor allem Zünsler, nachgewiesen werden.

## Schutz

### Naturschutzgebiet
Einen ersten Schutzstatus sollen die im Gebiet des Hasenwinkels vorhandenen Pflanzen und Felsbildungen bereits um 1920 erhalten haben. Mit dem Preußischen Feld- und Forstpolizeigesetz war die Möglichkeit geschaffen worden, zu schützende Bereiche auszuweisen. Auf dieser Grundlage konnte der Hasenwinkel als erstes Gebiet im Eichsfeld unter Schutz gestellt werden. Mit Verordnung vom 15. Juli 1939 des Preußischen Regierungspräsidenten in Erfurt ist der Hasenwinkel dann formal zum Naturschutzgebiet erklärt und am Tage der Bekanntgabe im Regierungsamtsblatt in das Reichsnaturschutzbuch eingetragen worden und stand damit unter dem Schutz des Reichsnaturschutzgesetzes. Mit der Unterschutzstellung war es im Bereich des Schutzgebietes verboten: „Pflanzen zu beschädigen, auszureißen, auszugraben oder Teile davon abzupflücken, abzuschneiden oder abzureißen“ sowie „freilebenden Tieren nachzustellen, sie mutwillig zu beunruhigen, zu ihrem Fang geeignete Vorrichtungen anzubringen, sie zu fangen oder zu töten, oder Puppen, Larven, Eier oder Nester und sonstige Brut und Wohnstätten solcher Tier fortzunehmen oder zu beschädigen, unbeschadet der berechtigten Abwehrmaßnahmen gegen Kulturschädlinge und sonst lästige und blutsaugende Insekten.“ Über die Musterverordnung hinaus blieb die rechtmäßige Ausübung der Jagd gestattet. Das Naturschutzgebiet besitzt eine Größe von 6,2 Hektar, hat in Thüringen die Nummer 8 und den WDPA-Code 163549.

### Fauna-Flora-Habitat-Gebiet
Im Dezember 1999 wurde der Hasenwinkel mit weiteren Flächen, die sich zwischen Gerbershausen und Röhrig im Norden und Wahlhausen und Asbach-Sickenberg im Süden erstrecken, durch das Thüringer Umweltministerium als FFH-Gebiet vorgeschlagen und über das Bundesumweltministerium an die EU-Kommission gemeldet. Nach der Aufnahme in die Liste der Gebiete von gemeinschaftlicher Bedeutung forderte die EU, neben dem Gebietsmanagement und dem damit verbundenen Monitoring, eine förmliche Schutzerklärung, die mit der „Thüringer Natura 2000-Erhaltungsziele-Verordnung“ vom 29. Mai 2008 erfolgte. Schutzzwecke in dem Gebiet, das den Namen Röhrsberg – Hasenwinkel – Mühlberg bekam, waren die Erhaltung oder gegebenenfalls die Wiederherstellung der großflächigen strukturreichen Buchenwälder auf Buntsandstein und Muschelkalk, der Frischwiesen, Halbtrockenrasen und Wacholderheiden sowie der Sonderbiotope wie Dolomitfelsen und Kalktuffquellen. Das Fauna-Flora-Habitat-Gebiet ist Lebensraum von Fledermäusen, darunter die Kleine Hufeisennase und die Bechsteinfledermaus. Sie gehören zu den in Anhang II der FFH-Richtlinie gelisteten Tier- und Pflanzenarten von gemeinschaftlichem Interesse, die nach Gesetzen der Europäischen Union geschützt sind und für deren Erhaltung besondere Schutzgebiete eingerichtet werden müssen.
Das FFH-Gebiet besteht aus zwei nahe beieinander liegenden, jedoch voneinander getrennten Teilgebieten. Zwischen ihnen befindet sich Fretterode und östlich angrenzend Dietzenrode-Vatterode. Zu dem nordöstlichen Teilgebiet gehören große Bereiche des Röhrsbergs, das südwestliche Teilgebiet dehnt sich über den Höhberg, einem südlichen Ausläufer des Höhebergs und den Mühlberg aus. Es besitzt eine Größe von 451 Hektar, hat die thüringeninterne Nummer 17, die europäische Gebietsnummer 4626-306 und den WDPA-Code 555519951.

### EU-Vogelschutzgebiet
Das Gebiet um den Hasenwinkel liegt ebenfalls vollständig in dem EU-Vogelschutzgebiet Werrabergland südwestlich Uder. Zu den Schutzobjekten in dem 8433 Hektar großen Gebiet gehören Vogelarten, die als besonders gefährdet gelten und für deren Schutz besondere Maßnahmen ergriffen werden müssen und einige regelmäßig auftretende Zugvogelarten, die nach Artikel 4 der Vogelschutzrichtlinie der EU geschützt werden. Erhaltungsziele sind hier der Schutz der Wälder als Lebensraum von Wespenbussard, Grau-, Mittel- und Schwarzspecht, der Schutz der Offenlandhabitate als Lebensraum von Rot- und Schwarzmilan, Turteltaube, Neuntöter, Raubwürger, Wachtel und Waldschnepfe sowie der Schutz der Brutgebiete von Eisvogel und Uhu. Das Vogelschutzgebiet hat in Thüringen die Nummer 12, die europäische Gebietsnummer 4626-420 und den WDPA-Code 555537539.

### Weitere
Der Hasenwinkel befindet sich in weiteren geschützten Bereichen verschiedener Kategorien:

- Landschaftsschutzgebiet Obereichsfeld, in das mit der Ausweisung im Jahr 2009 zehn, teilweise sehr kleine Landschaftsschutzgebiete integriert wurden. Das rund 38.000 Hektar große Gebiet umfasst Bereiche zwischen Heilbad Heiligenstadt, Dingelstädt, Struth, Heyerode und der Landesgrenze zu Hessen.[15]

- Naturpark Eichsfeld-Hainich-Werratal. Die Flächen des 858 Quadratkilometer großen Naturparks wurden im März 1990 durch das Nationalparkprogramm der DDR einstweilig gesichert und mit der Thüringer Verordnung über den Naturpark Eichsfeld-Hainich-Werratal vom 7. Dezember 2011 verbindlich festgelegt. Mit einer Höhenlage zwischen 144 und 543 m erstreckt er sich entlang der Landesgrenze zu Hessen.[16]

- *Grünes Band. Mit dem hessischen Naturschutzgebiet Harthberg und dem thüringischen Naturschutzgebiet Kelle – Teufelskanzel sollte der Hasenwinkel den Schwerpunktbereich Höheberg mit Werra- und Walsetal des Naturschutzgroßprojekts Grünes Band Eichsfeld-Werratal bilden. Projektgeber für den länderübergreifenden Biotopverbund mit großflächigen Wäldern und offener Kulturlandschaft war die Heinz Sielmann Stiftung.[17]

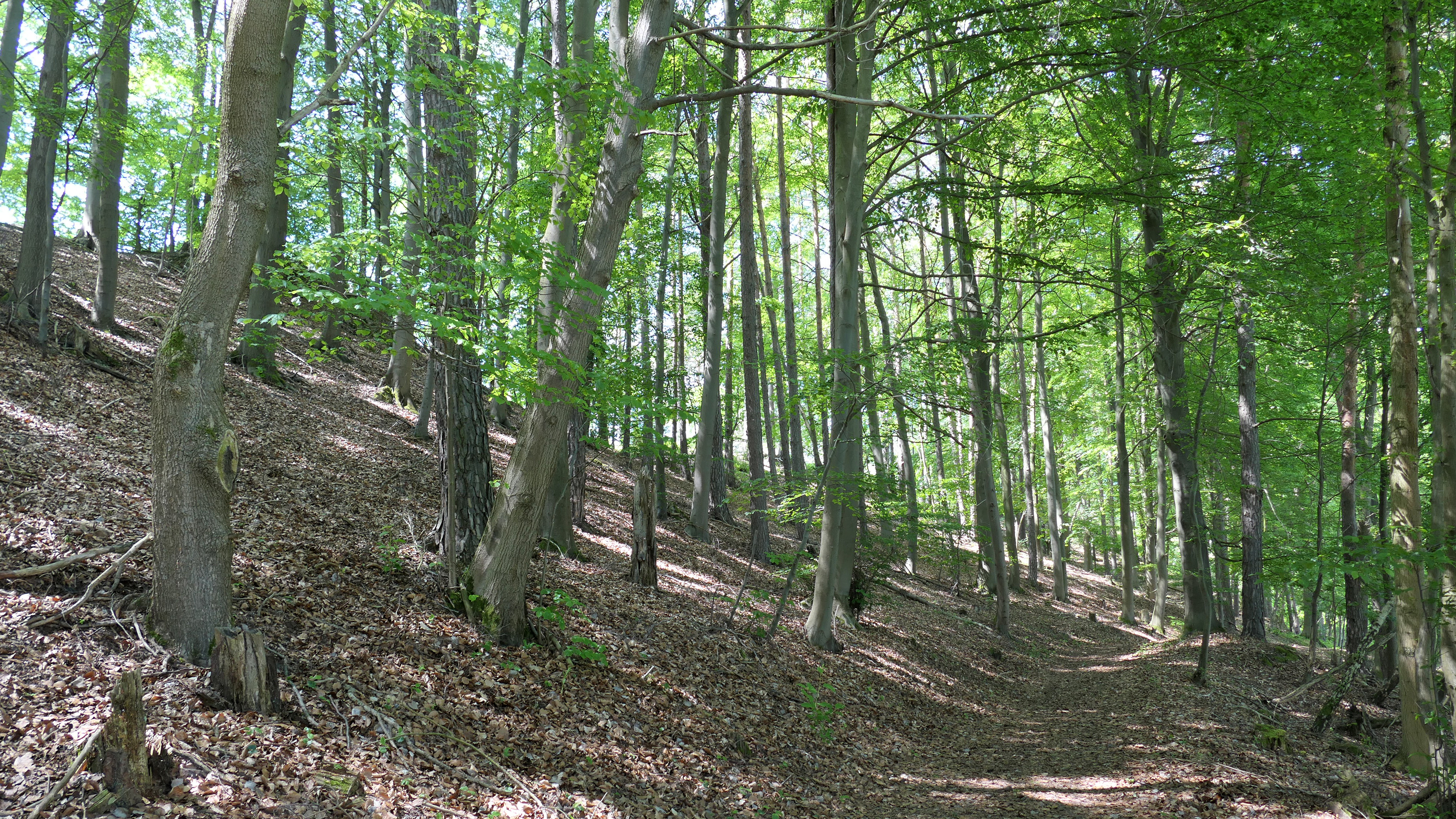
Waldbereich am Rundweg im südöstlichen Teil
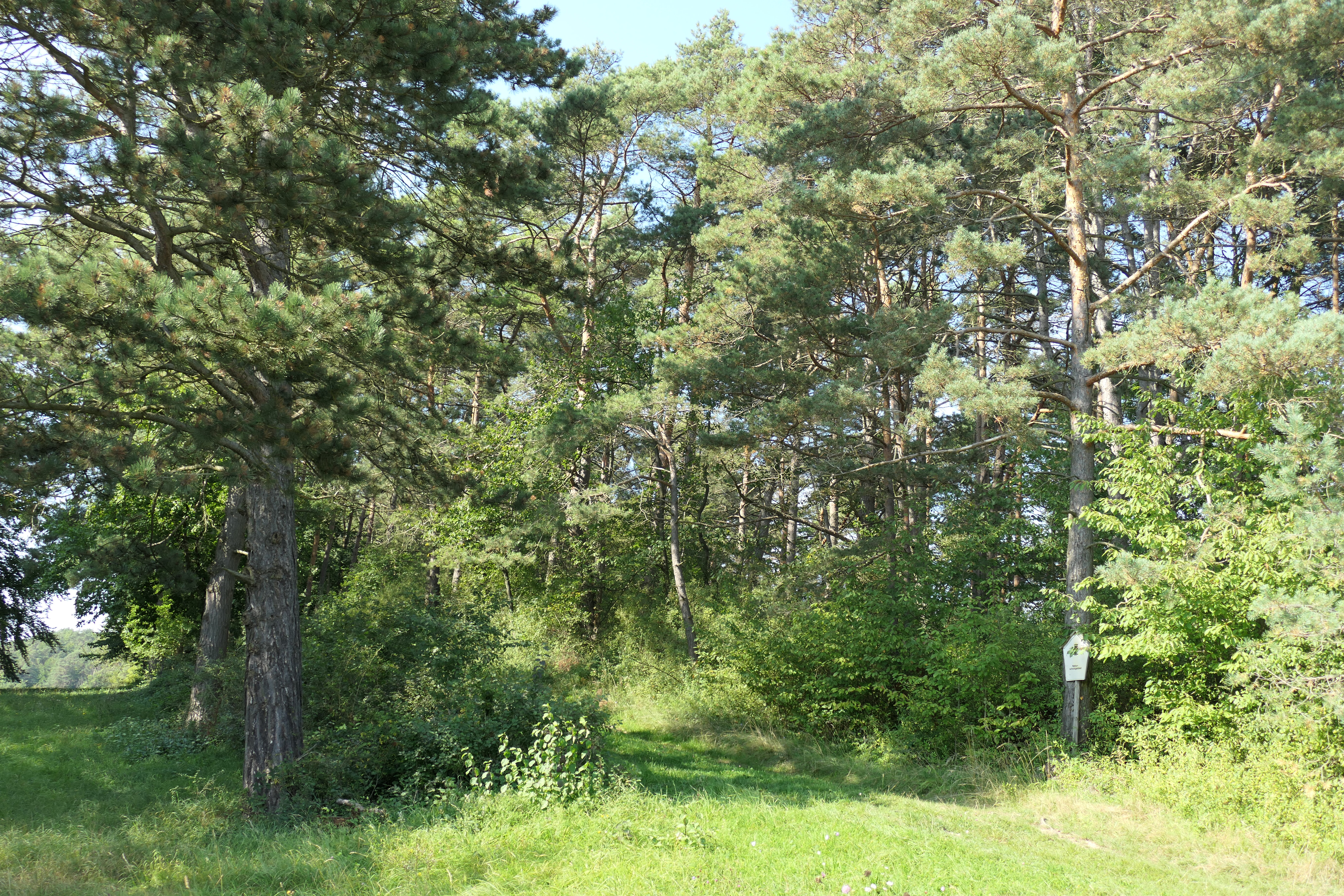
Zugang zum nordöstlichen Areal des Hasenwinkels

## Besucherhinweis
Über den Hasenwinkel führt die „Geologische Route“ des Naturparks Eichsfeld-Hainich-Werratal, die Einblicke in die Erdgeschichte der Region bieten will. Das Naturschutzgebiet lässt sich über einen 2,3 km langen Rundweg erwandern. An ihm stehen Ruhebänke und Schautafeln informieren die Besucher über Lebensraumtypen, geologische Besonderheiten, Tier- und Pflanzenarten und das Pflegemanagement. Der zentrale, umzäunte Bereich mit den Dolomitfelsen ist durch Tore erreichbar und darf bei Beachtung der Gebote betreten werden.